# Sclerocactus wrightiae
Sclerocactus wrightiae är en kaktusväxtart som beskrevs av L.D.Benson. Sclerocactus wrightiae ingår i släktet Sclerocactus och familjen kaktusväxter. Inga underarter finns listade i Catalogue of Life.

## Bildgalleri

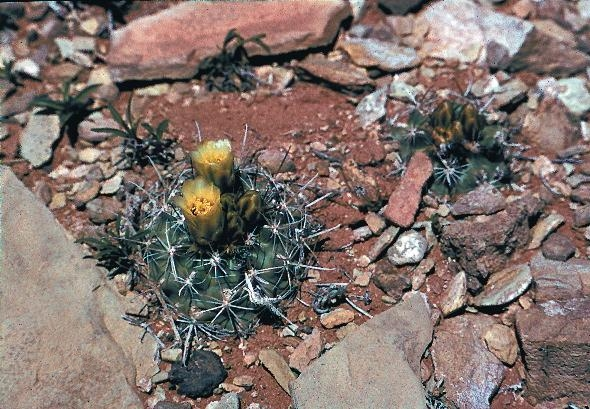
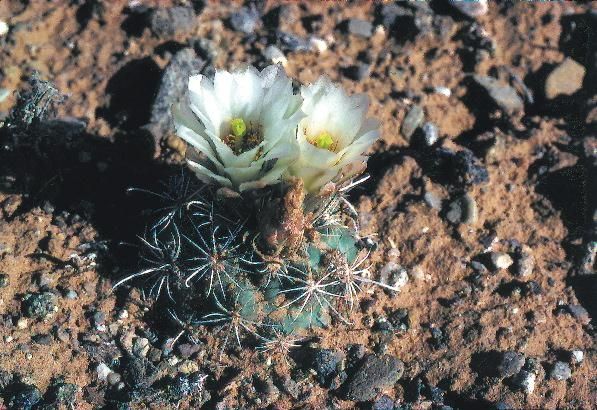
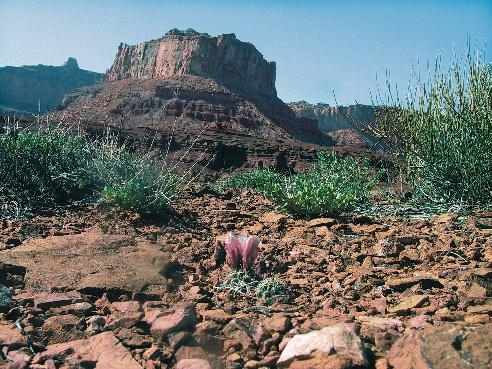
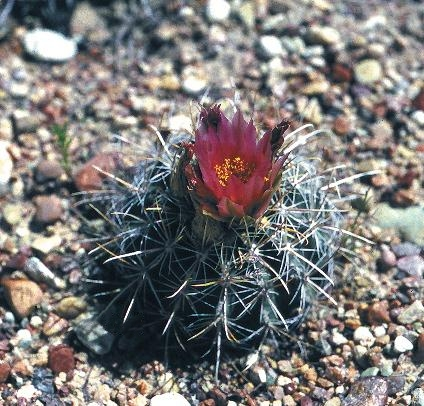
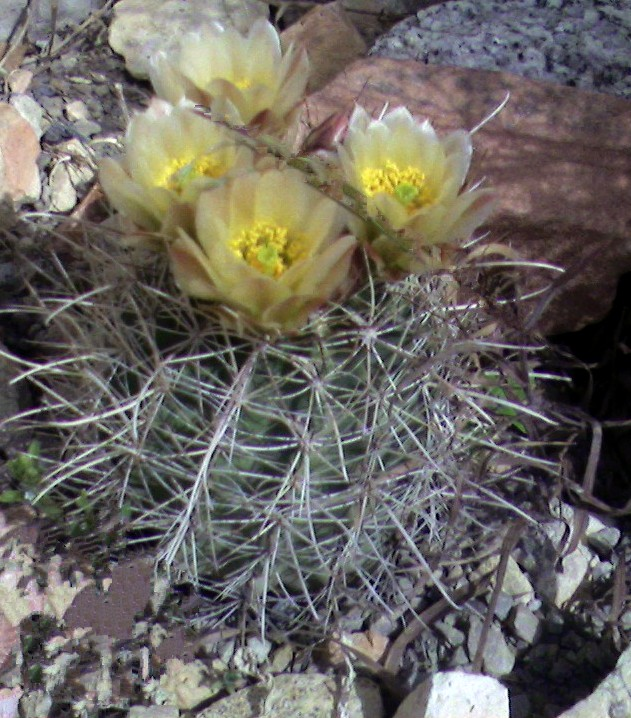
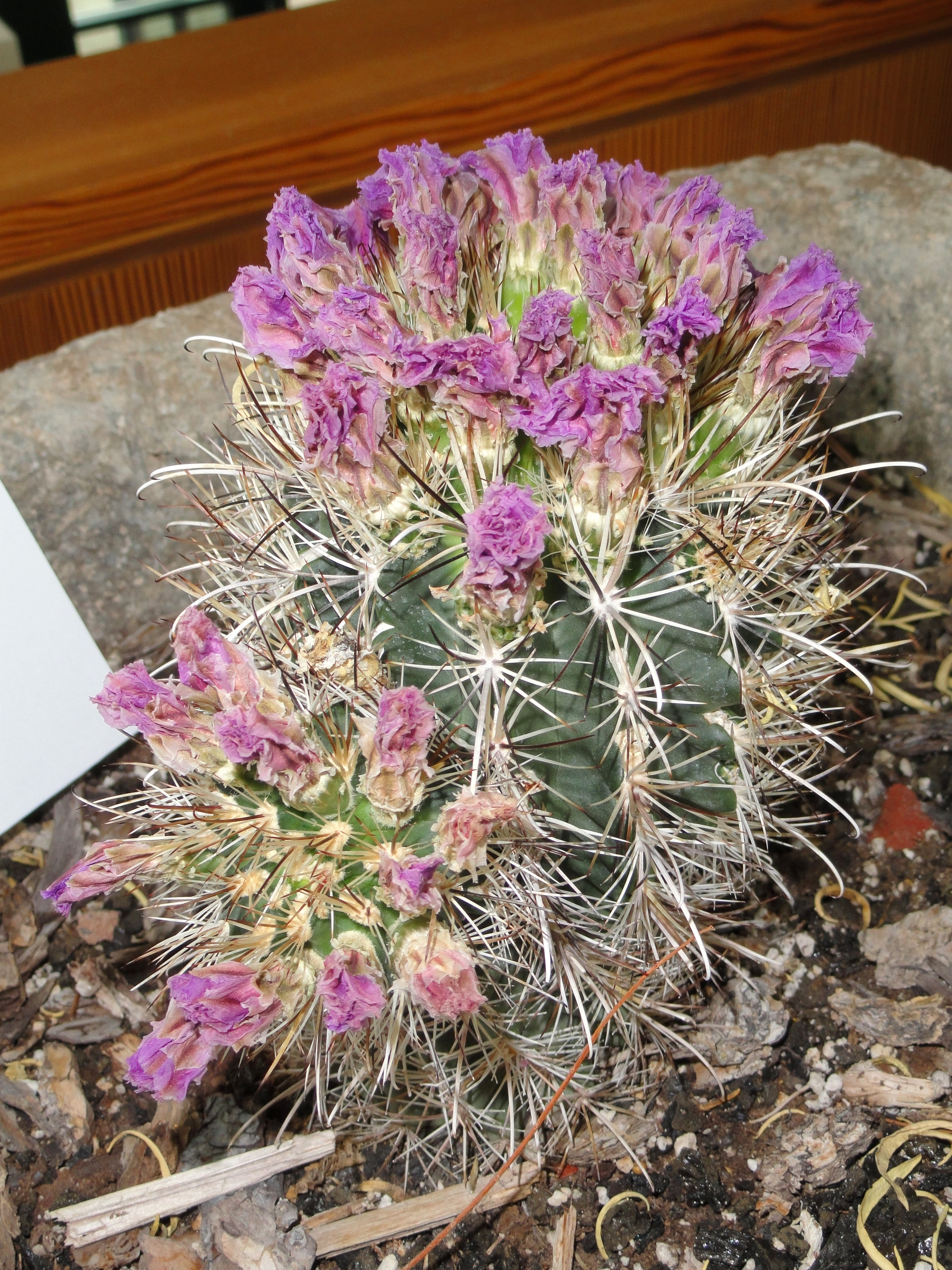